# Angelo Carlos Pretti
Angelo Carlos Pretti (født 10. august 1965) er en tidligere brasiliansk fodboldspiller.
Han har spillet for flere forskellige klubber i sin karriere, herunder Yokohama Flügels.